# 錫達萊克 (印第安納州)
錫達萊克（英語：Cedar Lake）是一個位於美國印第安纳州萊克縣的城鎮。

## 人口
根據2010年美國人口普查的數據，錫達萊克的面積為26.18平方千米，當中陸地面積為22.59平方千米，而水域面積為3.59平方千米。當地共有人口11,560人，而人口密度為每平方千米442人。